# 南萌華
南 萌華（みなみ もえか、1998年12月7日 - ）は、埼玉県吉川市出身の女子サッカー選手。ブライトン・アンド・ホーヴ・アルビオンWFC所属。 サッカー日本女子代表。ポジションはディフェンダー。筑波大学卒。

## 経歴・人物
埼玉県吉川市出身。

### ユース
小学校時代に吉川ホワイトシャークサッカースポーツ少年団に入り、サッカーを始める。その後は浦和レッズレディースのジュニアユースチームに入り、ユースチームに昇格する。
吉川市立中央中学校時代には学校選抜チームのメンバーとして第81回埼玉県駅伝競走大会中学校女子の部に出場した記録が残っている。その後、埼玉県立南稜高等学校を経て、筑波大学体育専門学群に進学し、2021年3月にに卒業した。

### シニア
2017年に浦和レッズレディースユースからトップチームへ昇格。昇格初年度はなでしこリーグカップ戦3試合に途中出場しただけに留まった。
2018年シーズン、なでしこリーグ1部公式戦第4節（5月3日）のベガルタ仙台レディース戦にて、リーグ公式戦初先発出場を果たした。
2022年5月、2021-22シーズンを以て浦和との契約が満了となった。同年7月24日、移籍先がイタリア・セリエAのASローマに決定したことが発表された。
海外挑戦初年度の2022-23シーズンは11月にはスーペルコッパ・イタリアーナ（スーパー杯）を制し、翌2023年4月にはセリエAリーグ戦においてもローマの初優勝に貢献し、国内2冠を達成、リーグの年間ベストイレブンにも選ばれた。
2024年2月、ASローマは2026年6月30日まで契約を延長したことを発表した。
2023-24シーズンは、ローマのリーグ2連覇に貢献し、セリエA年間ベストイレブンを2年連続で獲得した。
2025年6月21日、イングランド・ウィメンズ・スーパーリーグのブライトン・アンド・ホーヴ・アルビオンWFCへ完全移籍を発表した。

### 代表
南の年代別代表歴は、2012年のJFAエリートプログラム 女子U-14トレーニングキャンプ（鹿児島県）に召集されたのが始まりと言われる。この時に一緒に召集されたメンバーにはスタンボー華、長野風花、林穂之香と、後に共に年代別代表の大会で戦う者たちもいた。
2013年、AFC U-16女子選手権2013（中国・南京）に出場するU-16日本代表に選出され、大会全試合に先発出場してグループリーグ第2戦のイラン戦で得点を挙げるなど日本の優勝に貢献した。
2014年、2014 FIFA U-17女子ワールドカップ（コスタリカ）に出場するU-17日本代表に選出される。チームは大会初優勝を飾ったが、本大会での南の出場はグループリーグ第2戦のパラグアイ戦のみであった。
2017年のAFC U-19女子選手権2017（中国・南京）では、U-19日本代表に選出され、準決勝の中国戦、決勝の北朝鮮戦にキャプテンマークをつけて先発出場、守備を統率して2試合とも完封勝ちを収めて日本を大会優勝へ導いた。
2018年、2018 FIFA U-20女子ワールドカップ（フランス）に於いてはU-20日本代表主将としてグループリーグ及びノックアウトトーナメントの全試合に出場、日本の大会初優勝に尽力すると共に、自らも最優秀選手賞第3位となるブロンズボールを獲得した。
2023年6月13日、2023 FIFA女子ワールドカップのなでしこジャパンに選出された。
2024年6月14日、2024年パリオリンピックに出場するなでしこジャパンメンバーに選出された。

## 個人成績

### クラブ
| クラブ                       | シーズン | リーグ      | 背番号 | リーグ戦 | リーグ戦 | カップ戦 | カップ戦 | リーグ杯 | リーグ杯 | UEFA | UEFA | その他 | その他 | 合計 | 合計 |
| クラブ                       | シーズン | リーグ      | 背番号 | 出場     | 得点     | 出場     | 得点     | 出場     | 得点     | 出場 | 得点 | 出場   | 得点   | 出場 | 得点 |
| ---------------------------- | -------- | ----------- | ------ | -------- | -------- | -------- | -------- | -------- | -------- | ---- | ---- | ------ | ------ | ---- | ---- |
| 浦和レッズレディースユース   | 2014     | —           | 5      | —        | —        | 1        | 0        | —        | —        | —    | —    | —      | —      | 1    | 0    |
| 浦和レッズレディースユース   | 2015     | —           | 5      | —        | —        | 2        | 0        | —        | —        | —    | —    | —      | —      | 2    | 0    |
| 浦和レッズレディースユース   | 2016     | —           | 5      | —        | —        | 0        | 0        | —        | —        | —    | —    | —      | —      | 0    | 0    |
| 浦和レッズレディースユース   | 通算     | 通算        | 通算   | 0        | 0        | 3        | 0        | 0        | 0        | 0    | 0    | 0      | 0      | 3    | 0    |
| 浦和レッズレディース         | 2016     | なでしこ1部 | 27     | 0        | 0        | -        | -        | 0        | 0        | —    | —    | —      | —      | 0    | 0    |
| 浦和レッズレディース         | 2017     | なでしこ1部 | 24     | 0        | 0        | 0        | 0        | 3        | 0        | —    | —    | —      | —      | 3    | 0    |
| 浦和レッズレディース         | 2018     | なでしこ1部 | 24     | 14       | 1        | 4        | 0        | 2        | 0        | —    | —    | —      | —      | 20   | 1    |
| 浦和レッズレディース         | 2019     | なでしこ1部 | 3      | 17       | 0        | 5        | 1        | 4        | 1        | -    | -    | —      | —      | 26   | 2    |
| 浦和レッズレディース         | 2020     | なでしこ1部 | 3      | 17       | 0        | 5        | 1        | —        | —        | —    | —    | —      | —      | 22   | 1    |
| 三菱重工浦和レッズレディース | 2021-22  | WE          | 3      | 20       | 2        | 4        | 0        | —        | —        | —    | —    | —      | —      | 24   | 2    |
| 三菱重工浦和レッズレディース | 通算     | 通算        | 通算   | 68       | 3        | 18       | 2        | 9        | 1        | 0    | 0    | 0      | 0      | 95   | 6    |
| ASローマ                     | 2022-23  | セリエA     | 2      | 25       | 2        | 6        | 0        | —        | —        | 11   | 1    | 1      | 0      | 43   | 3    |
| ASローマ                     | 2023-24  | セリエA     | 2      | 24       | 1        | 5        | 2        | —        | —        | 7    | 0    | 1      | 0      | 37   | 3    |
| ASローマ                     | 2024-25  | セリエA     | 2      | 24       | 3        | 4        | 0        | —        | —        | 8    | 1    | 1      | 0      | 37   | 4    |
| ASローマ                     | 通算     | 通算        | 通算   | 73       | 6        | 15       | 2        | 0        | 0        | 26   | 2    | 3      | 0      | 117  | 10   |
| 通算                         | 日本     | 日本        | 1部    | 68       | 3        | 18       | 2        | 9        | 1        | 0    | 0    | 0      | 0      | 95   | 6    |
| 通算                         | 日本     | 日本        | その他 | 0        | 0        | 3        | 0        | 0        | 0        | 0    | 0    | 0      | 0      | 3    | 0    |
| 通算                         | イタリア | イタリア    | 1部    | 73       | 6        | 15       | 2        | 0        | 0        | 26   | 2    | 3      | 0      | 117  | 10   |
| 総通算                       | 総通算   | 総通算      | 総通算 | 141      | 9        | 36       | 4        | 9        | 1        | 26   | 2    | 3      | 0      | 215  | 16   |

1. 1 2  スーペルコッパ・イタリアーナ（英語版）2022の成績
2. 1 2  スーペルコッパ・イタリアーナ2023の成績
3. 1 2  スーペルコッパ・イタリアーナ2024の成績

- 日本女子サッカーリーグ
  - 初出場 - 2018年5月3日 なでしこリーグ1部 第4節 マイナビベガルタ仙台レディース戦 (ひとめぼれスタジアム宮城)[26]
  - 初得点 - 2018年11月3日 なでしこリーグ1部 第18節 ノジマステラ神奈川相模原戦 (相模原ギオンスタジアム)[26]

- WEリーグ
  - 初出場 - 2021年9月12日 第1節 日テレ・東京ヴェルディベレーザ戦 (味の素フィールド西が丘)[27]
  - 初得点 - 2022年4月29日 第19節 アルビレックス新潟レディース戦 (浦和駒場スタジアム)[27]

- セリエA・フェンミニーレ
  - 初出場 - 2022年8月29日 第1節 ポミリアーノ（イタリア語版）戦 (ウーゴ・ゴッバート)[28]
  - 初得点 - 2022年9月22日 第2節 ACミラン戦 (スタディオ・トレ・フォンターネ（イタリア語版）)[28]

- UEFA女子チャンピオンズリーグ
  - 初出場 - 2022年8月19日 UWCL2022-23予選ラウンド1 準決勝  グラスゴー・シティFC（英語版）戦 (ピーターズヒル・パーク（英語版）)[28]
  - 初得点 - 2022年9月22日 UWCL2022-23予選ラウンド2 第2戦  スパルタ・プラハ（英語版）戦 (スタディオ・トレ・フォンターネ（イタリア語版）)[28]

### 代表
- 2019年3月2日 - 日本女子代表初出場 -  ブラジル戦 (2019 シービリーブスカップ（英語版）)
- 2021年4月8日 - 日本女子代表初得点 -  パラグアイ戦 (国際親善試合)

#### 主な出場大会
- U-17日本女子代表
  - 2014年 - FIFA U-17女子ワールドカップ コスタリカ大会（優勝）
- U-20日本女子代表
  - 2018年 - FIFA U-20女子ワールドカップ フランス大会（優勝）
- 日本女子代表 (なでしこジャパン)
  - 2019年 - 2019 シービリーブスカップ（英語版）
  - 2019年 - 2019 FIFA女子ワールドカップ
  - 2019年 - EAFF E-1サッカー選手権2019（優勝）
  - 2020年 - 2020 シービリーブスカップ（英語版）
  - 2021年 - 2020年東京オリンピック
  - 2022年 - 2022 AFC女子アジアカップ
  - 2023年 - 2023 FIFA女子ワールドカップ　　
  - 2024年 - 2024年パリオリンピック
  - 2025年 - 2025 シービリーブスカップ（優勝）

#### 試合数
| 日本代表 | 国際Aマッチ | 国際Aマッチ |
| 年       | 出場        | 得点        |
| -------- | ----------- | ----------- |
| 2018     | 0           | 0           |
| 2019     | 10          | 0           |
| 2020     | 2           | 0           |
| 2021     | 8           | 1           |
| 2022     | 9           | 0           |
| 2023     | 16          | 3           |
| 2024     | 11          | 0           |
| 2025     | 5           | 1           |
| 通算     | 61          | 5           |

2025年6月27日現在

#### 出場試合
| 出場試合一覧 | 出場試合一覧   | 出場試合一覧     | 出場試合一覧                                           | 出場試合一覧         | 出場試合一覧   | 出場試合一覧       | 出場試合一覧                                                  | 出場試合一覧 |
| #            | 開催日         | 開催都市         | スタジアム                                             | 対戦国               | 結果           | 監督               | 大会                                                          | 出典         |
| ------------ | -------------- | ---------------- | ------------------------------------------------------ | -------------------- | -------------- | ------------------ | ------------------------------------------------------------- | ------------ |
| 1.           | 2019年3月2日   | ナッシュビル     | ニッサン・スタジアム                                   | ブラジル             | ○ 3-1          | 高倉麻子           | 2019 シービリーブスカップ                                     | [ 29 ]       |
| 2.           | 2019年3月5日   | タンパ           | レイモンド・ジェームス・スタジアム                     | イングランド         | ● 0-3          | 高倉麻子           | 2019 シービリーブスカップ                                     | [ 30 ]       |
| 3.           | 2019年4月4日   | オセール         | スタッド・アッベ・デシャン                             | フランス             | ● 1-3          | 高倉麻子           | 国際親善試合 ～ヨーロッパ遠征～                               | [ 31 ]       |
| 4.           | 2019年4月9日   | パーダーボルン   | ベンテラー・アレーナ                                   | ドイツ               | △ 2-2          | 高倉麻子           | 国際親善試合 ～ヨーロッパ遠征～                               | [ 32 ]       |
| 5.           | 2019年6月2日   | ル・トゥケ       | スタッド・ジェラール・ウリエ                           | スペイン             | △ 1-1          | 高倉麻子           | 国際親善試合                                                  | [ 33 ]       |
| 6.           | 2019年6月10日  | パリ             | パルク・デ・プランス                                   | アルゼンチン         | △ 0-0          | 高倉麻子           | 2019 FIFA女子ワールドカップ                                   | [ 34 ]       |
| 7.           | 2019年10月6日  | 静岡             | IAIスタジアム日本平                                    | カナダ               | ○ 4-0          | 高倉麻子           | 国際親善試合                                                  | [ 35 ]       |
| 8.           | 2019年12月11日 | 釜山             | 釜山アジアド主競技場                                   | チャイニーズタイペイ | ○ 9-0          | 高倉麻子           | EAFF E-1サッカー選手権2019                                    | [ 36 ]       |
| 9.           | 2019年12月14日 | 釜山             | 九徳総合運動場                                         | 中華人民共和国       | ○ 3-0          | 高倉麻子           | EAFF E-1サッカー選手権2019                                    | [ 37 ]       |
| 10.          | 2019年12月17日 | 釜山             | 九徳総合運動場                                         | 韓国                 | ○ 1-0          | 高倉麻子           | EAFF E-1サッカー選手権2019                                    | [ 38 ]       |
| 11.          | 2020年3月5日   | オーランド       | エクスプロリア・スタジアム                             | スペイン             | ● 1-3          | 高倉麻子           | 2020 シービリーブスカップ                                     | [ 39 ]       |
| 12.          | 2020年3月11日  | フリスコ         | トヨタ・スタジアム                                     | アメリカ合衆国       | ● 1-3          | 高倉麻子           | 2020 シービリーブスカップ                                     | [ 40 ]       |
| 13.          | 2021年4月8日   | 仙台             | ユアテックスタジアム仙台                               | パラグアイ           | ○ 7-0          | 高倉麻子           | 国際親善試合                                                  | [ 41 ]       |
| 14.          | 2021年6月13日  | 宇都宮           | カンセキスタジアムとちぎ                               | メキシコ             | ○ 5-1          | 高倉麻子           | MS&ADカップ2021                                               | [ 42 ]       |
| 15.          | 2021年7月14日  | 亀岡             | サンガスタジアム by KYOCERA                            | オーストラリア       | ○ 1-0          | 高倉麻子           | MS&ADカップ2021                                               | [ 43 ]       |
| 16.          | 2021年7月21日  | 札幌             | 札幌ドーム                                             | カナダ               | △ 1-1          | 高倉麻子           | 2020年東京オリンピック                                        | [ 44 ]       |
| 17.          | 2021年7月24日  | 札幌             | 札幌ドーム                                             | イギリス             | ● 0-1          | 高倉麻子           | 2020年東京オリンピック                                        | [ 45 ]       |
| 18.          | 2021年7月30日  | さいたま         | 埼玉スタジアム2002                                     | スウェーデン         | ● 1-3          | 高倉麻子           | 2020年東京オリンピック                                        | [ 46 ]       |
| 19.          | 2021年11月25日 | アルメレ         | ヤンマー・スタディオン                                 | アイスランド         | ● 0-2          | 池田太             | 国際親善試合                                                  | [ 47 ]       |
| 20.          | 2021年11月29日 | ハーグ           | カーズ・ジーンズ・スタディオン                         | オランダ             | △ 0-0          | 池田太             | 国際親善試合                                                  | [ 48 ]       |
| 21.          | 2022年1月21日  | プネー           | シュリー・シヴ・チャトラパティ・スポーツコンプレックス | ミャンマー           | ○ 5-0          | 池田太             | 2022 AFC女子アジアカップ                                      | [ 49 ]       |
| 22.          | 2022年1月27日  | プネー           | シュリー・シヴ・チャトラパティ・スポーツコンプレックス | 韓国                 | △ 1-1          | 池田太             | 2022 AFC女子アジアカップ                                      | [ 50 ]       |
| 23.          | 2022年1月30日  | ナビムンバイ     | DYパティル・スタジアム                                 | タイ                 | ○ 7-0          | 池田太             | 2022 AFC女子アジアカップ                                      | [ 51 ]       |
| 24.          | 2022年2月3日   | プネー           | シュリー・シヴ・チャトラパティ・スポーツコンプレックス | 中華人民共和国       | ● 2-2 (PK 3-4) | 池田太             | 2022 AFC女子アジアカップ                                      | [ 52 ]       |
| 25.          | 2022年6月24日  | スタラ・パゾヴァ | スポーツ・センターFAS                                  | セルビア             | ○ 5-0          | 池田太             | 国際親善試合                                                  | [ 53 ]       |
| 26.          | 2022年10月6日  | 神戸             | ノエビアスタジアム神戸                                 | ナイジェリア         | ○ 2-0          | 池田太             | 国際親善試合                                                  | [ 54 ]       |
| 27.          | 2022年10月9日  | 長野             | 長野Uスタジアム                                        | ニュージーランド     | ○ 2-0          | 池田太             | MS&ADカップ2022                                               | [ 55 ]       |
| 28.          | 2022年11月11日 | ムルシア         | ピナタル・アレーナ                                     | イングランド         | ● 0-4          | 池田太             | 国際親善試合                                                  | [ 56 ]       |
| 29.          | 2022年11月15日 | セビージャ       | エスタディオ・ラ・カルトゥーハ                         | スペイン             | ● 0-1          | 池田太             | 国際親善試合                                                  | [ 57 ]       |
| 30.          | 2023年2月16日  | オーランド       | エクスプロリア・スタジアム                             | ブラジル             | ● 0-1          | 池田太             | 2023 シービリーブスカップ                                     | [ 58 ]       |
| 31.          | 2023年2月19日  | ナッシュビル     | ジオディス・パーク                                     | アメリカ合衆国       | ● 0-1          | 池田太             | 2023 シービリーブスカップ                                     | [ 59 ]       |
| 32.          | 2023年2月22日  | フリスコ         | トヨタ・スタジアム                                     | カナダ               | ○ 3-0          | 池田太             | 2023 シービリーブスカップ                                     | [ 60 ]       |
| 33.          | 2023年4月7日   | ギマラインス     | エスタディオ・D. アフォンソ・エンリケス                | ポルトガル           | ○ 2-1          | 池田太             | 国際親善試合                                                  | [ 61 ]       |
| 34.          | 2023年4月11日  | オーデンセ       | オーデンセ・スタディオン                               | デンマーク           | ● 0-1          | 池田太             | 国際親善試合                                                  | [ 62 ]       |
| 35.          | 2023年7月14日  | 仙台             | ユアテックスタジアム仙台                               | パナマ               | ○ 5-0          | 池田太             | MS&ADカップ2023                                               | [ 63 ]       |
| 36.          | 2023年7月22日  | ハミルトン       | ワイカト・スタジアム                                   | ザンビア             | ○ 5-0          | 池田太             | 2023 FIFA女子ワールドカップ                                   | [ 64 ]       |
| 37.          | 2023年7月26日  | ダニーデン       | ダニーデン・スタジアム                                 | コスタリカ           | ○ 2-0          | 池田太             | 2023 FIFA女子ワールドカップ                                   | [ 65 ]       |
| 38.          | 2023年7月31日  | ウェリントン     | ウェリントン・リージョナル・スタジアム                 | スペイン             | ○ 4-0          | 池田太             | 2023 FIFA女子ワールドカップ                                   | [ 66 ]       |
| 39.          | 2023年8月5日   | ウェリントン     | ウェリントン・リージョナル・スタジアム                 | ノルウェー           | ○ 3-1          | 池田太             | 2023 FIFA女子ワールドカップ                                   | [ 67 ]       |
| 40.          | 2023年8月11日  | オークランド     | イーデン・パーク                                       | スウェーデン         | ● 1-2          | 池田太             | 2023 FIFA女子ワールドカップ                                   | [ 68 ]       |
| 41.          | 2023年9月23日  | 北九州           | 北九州スタジアム                                       | アルゼンチン         | ○ 8-0          | 池田太             | 国際親善試合                                                  | [ 69 ]       |
| 42.          | 2023年10月29日 | タシュケント     | ブニョドコル・スタジアム                               | ウズベキスタン       | ○ 2-0          | 池田太             | 2024年パリオリンピック・アジア2次予選                         | [ 70 ]       |
| 43.          | 2023年11月1日  | タシュケント     | ロコモティフ・スタジアム                               | ベトナム             | ○ 2-0          | 池田太             | 2024年パリオリンピック・アジア2次予選                         | [ 71 ]       |
| 44.          | 2023年11月30日 | サンパウロ       | ネオ・キミカ・アレーナ                                 | ブラジル             | ● 3-4          | 池田太             | 国際親善試合                                                  | [ 72 ]       |
| 45.          | 2023年12月3日  | サンパウロ       | エスタジオ・シーセロ・ポンペウ・ヂ・トレド             | ブラジル             | ○ 2-0          | 池田太             | 国際親善試合                                                  | [ 73 ]       |
| 46.          | 2024年2月24日  | ジッダ           | プリンス・アブドゥッラー・アル・ファイサル・スタジアム | 北朝鮮               | △ 0-0          | 池田太             | 2024年パリオリンピック・アジア最終予選                        | [ 74 ]       |
| 47.          | 2024年2月28日  | 東京             | 国立競技場                                             | 北朝鮮               | ○ 2-1          | 池田太             | 2024年パリオリンピック・アジア最終予選                        | [ 75 ]       |
| 48.          | 2024年4月6日   | アトランタ       | メルセデス・ベンツ・スタジアム                         | アメリカ合衆国       | ● 1-2          | 池田太             | 2024 シービリーブスカップ                                     | [ 76 ]       |
| 49.          | 2024年4月9日   | コロンバス       | Lower.comフィールド                                    | ブラジル             | ● 1-1 (PK 0-3) | 池田太             | 2024 シービリーブスカップ                                     | [ 77 ]       |
| 50.          | 2024年5月31日  | ムルシア         | エスタディオ・ヌエバ・コンドミーナ                     | ニュージーランド     | ○ 2-0          | 池田太             | 国際親善試合                                                  | [ 78 ]       |
| 51.          | 2024年6月3日   | ムルシア         | エスタディオ・ヌエバ・コンドミーナ                     | ニュージーランド     | ○ 4-1          | 池田太             | 国際親善試合                                                  | [ 79 ]       |
| 52.          | 2024年7月13日  | 金沢             | 金沢ゴーゴーカレースタジアム                           | ガーナ               | ○ 4-0          | 池田太             | MS&ADカップ2024 ～能登半島地震復興支援マッチ がんばろう能登～ | [ 80 ]       |
| 53.          | 2024年7月25日  | ナント           | スタッド・ドゥ・ラ・ボージョワール                     | スペイン             | ● 1-2          | 池田太             | 2024年パリオリンピック                                        | [ 81 ]       |
| 54.          | 2024年7月28日  | パリ             | パルク・デ・プランス                                   | ブラジル             | ○ 2-1          | 池田太             | 2024年パリオリンピック                                        | [ 82 ]       |
| 55.          | 2024年8月3日   | パリ             | パルク・デ・プランス                                   | アメリカ合衆国       | ● 0-1 (延長)   | 池田太             | 2024年パリオリンピック                                        | [ 83 ]       |
| 56.          | 2024年10月26日 | 東京             | 国立競技場                                             | 韓国                 | ○ 4-0          | 佐々木則夫         | MIZUHO BLUE DREAM MATCH 2024                                  | [ 84 ]       |
| 57.          | 2025年2月20日  | ヒューストン     | シェル・エナジー・スタジアム                           | オーストラリア       | ○ 4-0          | ニルス・ニールセン | 2025 シービリーブスカップ                                     | [ 85 ]       |
| 58.          | 2025年2月23日  | グレンデール     | ステートファーム・スタジアム                           | コロンビア           | ○ 4-1          | ニルス・ニールセン | 2025 シービリーブスカップ                                     | [ 86 ]       |
| 59.          | 2025年4月6日   | 大阪             | ヨドコウ桜スタジアム                                   | コロンビア           | △ 1-1          | ニルス・ニールセン | 国際親善試合                                                  | [ 87 ]       |
| 60.          | 2025年5月31日  | サンパウロ       | ネオ・キミカ・アレーナ                                 | ブラジル             | ● 1-3          | ニルス・ニールセン | 国際親善試合                                                  | [ 88 ]       |
| 61.          | 2025年6月27日  | マドリード       | エスタディオ・ムニシパル・デ・ブタルケ                 | スペイン             | ● 1-3          | ニルス・ニールセン | 国際親善試合                                                  | [ 89 ]       |

#### ゴール
| ゴール一覧 | ゴール一覧     | ゴール一覧   | ゴール一覧                                 | ゴール一覧     | ゴール一覧 | ゴール一覧         | ゴール一覧                            | ゴール一覧 |
| #          | 開催日         | 開催都市     | スタジアム                                 | 対戦国         | 結果       | 監督               | 大会                                  | 出典       |
| ---------- | -------------- | ------------ | ------------------------------------------ | -------------- | ---------- | ------------------ | ------------------------------------- | ---------- |
| 1.         | 2021年4月8日   | 仙台         | ユアテックスタジアム仙台                   | パラグアイ     | ○ 7-0      | 高倉麻子           | 国際親善試合                          | [ 90 ]     |
| 2.         | 2023年7月14日  | 仙台         | ユアテックスタジアム仙台                   | パナマ         | ○ 5-0      | 池田太             | 国際親善試合                          | [ 91 ]     |
| 3.         | 2023年10月29日 | タシュケント | ブニョドコル・スタジアム                   | ウズベキスタン | ○ 2-0      | 池田太             | 2024年パリオリンピック・アジア2次予選 | [ 92 ]     |
| 4.         | 2023年12月3日  | サンパウロ   | エスタジオ・シーセロ・ポンペウ・ヂ・トレド | ブラジル       | ○ 2-0      | 池田太             | 国際親善試合                          | [ 93 ]     |
| 5.         | 2025年2月20日  | ヒューストン | シェル・エナジー・スタジアム               | オーストラリア | ○ 4-0      | ニルス・ニールセン | 2025 シービリーブスカップ             | [ 94 ]     |

## タイトル

### クラブ
- 浦和レッドダイヤモンズ・レディース
  - なでしこリーグ1部: 1回 (2020)
  - 皇后杯 JFA 全日本女子サッカー選手権大会: 1回 (2021)
- ASローマ
  - セリエA: 2回 (2022-23、2023-24)
  - コッパ・イタリア（英語版）: 1回 (2023-24)
  - スーペルコッパ・イタリアーナ（英語版）: 2回 (2022、2024)

### 代表
- U-17日本女子代表
  - FIFA U-17女子ワールドカップ: 1回 (2014)
- U-20日本女子代表
  - FIFA U-20女子ワールドカップ: 1回 (2018)
- 日本女子代表（なでしこジャパン）
  - EAFF E-1サッカー選手権: 1回 (2019)
  - シービリーブスカップ: 1回 (2025)

### 個人
- EAFF E-1サッカー選手権
  - MVP: 1回 (2019)
- なでしこリーグ1部
  - ベストイレブン: 2回 (2019、2020)
- WEリーグ
  - ベストイレブン: 1回 (2021-22)
- セリエA
  - 年間ベストイレブン: 2回 (2022-23、2023-24)
  - AIC年間女子ベストイレブン: 1回 (2022-23[95])
- JPFA女子
  - ベストイレブン: 1回 (2023-24)